# پانا، تبت
پانا، تبت (به لاتین: Pana) یک شهرک در جمهوری خلق چین است که در بخش امدو واقع شده‌است. پانا ۲٬۷۰۰ نفر جمعیت دارد.